# 110 Herculis
110 Herculis (110 Her) es una estrella de magnitud aparente +4,20 encuadrada en la constelación de Hércules.
Se encuentra a 62 años luz de distancia del sistema solar.

## Características físicas
110 Herculis es una estrella blanco-amarilla de la secuencia principal de tipo espectral F6V, aunque también ha sido catalogada como F5.5IV-V, lo que indica que podría estar finalizando ya la fusión de su hidrógeno nuclear.
Tiene una temperatura efectiva de 6376 ± 39 K y una luminosidad igual a 6,3 veces la luminosidad solar.
Su radio equivale a poco más del doble del radio solar y gira sobre sí misma con una velocidad de rotación proyectada de 14,1 km/s.
110 Herculis no presenta exceso en la radiación infrarroja emitida ni a 24 μm ni a 70 μm, por lo que no parece estar envuelta en un disco circunestelar de polvo y escombros.
Tampoco muestra signos de actividad cromosférica.
Como el Sol, su cinemática corresponde a la de una estrella del disco fino.
Con una masa un 42% mayor que la del Sol, su edad más probable es de 2600 ± 100 millones de años.

## Composición elemental
110 Herculis evidencia un contenido metálico inferior al solar, siendo su índice de metalicidad [Fe/H] = -0,17.
En general, los niveles de otros elementos siguen la misma pauta, a excepción de lantano, samario, europio y bario; este último metal es un 66% más abundante que en el Sol ([Ba/H] = +0,22).
Por último, señalar que su abundancia relativa de litio es mayor que la del Sol (A(Li) = 1,75 frente al valor solar 0,92).